# Annemarie Pröll
Annemarie Moser-Pröll (Salzburgo, Áustria, 27 de março de 1953) é uma esquiadora profissional aposentada. Ela ganhou uma medalha de ouro nos Jogos Olímpicos de Inverno de 1980.

## Sucessos

### Vitórias na Copa do Mundo

#### Resultados gerais
| Temporada | Prova        |
| --------- | ------------ |
| 1971      | Geral        |
| 1971      | Downhill     |
| 1971      | Giant slalom |
| 1972      | Geral        |
| 1972      | Downhill     |
| 1972      | Giant Slalom |
| 1973      | Geral        |
| 1973      | Downhill     |
| 1974      | Geral        |
| 1974      | Downhill     |
| 1975      | Geral        |
| 1975      | Downhill     |
| 1975      | Giant slalom |
| 1975      | Combinado    |
| 1978      | Downhill     |
| 1979      | Geral        |
| 1979      | Downhill     |
| 1979      | Combinado    |

#### Corridas individuais
62 vitórias - (36 downhill, 16 giant slalom, 3 slalom, 7 combinado)